# Carl Neuberg
Carl Alexander Neuberg (Hanôver, 29 de julho de 1877 - Nova Iorque, 30 de maio de 1956) foi um dos pioneiros em bioquímica e é muitas vezes referenciado como o "Pai da Bioquímica".

## Biografia
Foi o primeiro editor da revista Biochemische Zeitschrift. Esta revista foi fundada em 1906 e hoje é conhecida como FEBS Journal. Neuberg nasceu em Hannover, na Alemanha e estudou química na Universidade de Berlim. Em seus primeiros trabalhos na Alemanha, estudou solubilidade e transporte celular, a química dos carboidratos, fotoquímica, bem como investigou e classificou os diferentes tipos de fermentação. Foi também pioneiro no estudo da química dos aminoácidos e enzimas.
Neuberg foi chefe da seção de bioquímica de um dos primeiros Institutos Kaiser Wilhelm. Na década de 1910, depois de anunciar a descoberta de uma enzima que chamou de "carboxilase" (que catalisou a descarboxilação do ácido pirúvico), ele desenvolveu uma teoria para a fermentação alcoólica da glicose. Suporte para sua teoria foi reforçada quando ele ajudou a desenvolver um processo industrial que contribuiu de forma relevante para o esforço alemão na I Guerra Mundial: a fabricação de glicerol para a produção de explosivos por fermentação de açúcar.
Neuberg fez uma descoberta especialmente importante em 1916: a hidrotropia, um processo de solubilização em que a adição de grandes quantidades de um segundo soluto provoca um aumento da solubilidade aquosa de um soluto diferente.
Devido à sua origem judaica, Neuberg foi forçado pelos nazistas a abandonar seu trabalho no Instituto Kaiser Wilhelm de Bioquímica em 1936 e deixar a Alemanha em 1937. Ele se mudou para os Estados Unidos, onde continuou a trabalhar com enzimas e processos de transporte celular. Seu sucessor para o cargo no Instituto Kaiser Wilhelm de Bioquímica foi Adolf Butenandt.